# Dávid Jobb
Dávid Jobb (ungarisch Jobb Dávid; * 24. Juli 1988 in Dunaújváros) ist ein ungarischer Eishockeyspieler, der seit 2020 bei den Worm Angels in der Andersen Liga, der zweithöchsten ungarischen Spielklasse, auf dem Eis steht.

## Karriere
Dávid Jobb begann seine Karriere als Eishockeyspieler in der Nachwuchsabteilung des tschechischen Spitzenklubs HC Sparta Prag, in der er bis 2006 aktiv war. Anschließend kehrte der Verteidiger in seine ungarische Heimat zurück, wo er einen Vertrag bei Dunaújvárosi Acélbikák erhielt, für den er die folgenden beiden Spielzeiten auf dem Eis stand, ehe er im Sommer 2008 von Alba Volán Székesfehérvár verpflichtet wurde. Für Alba Volán spielt er seither parallel in der Österreichischen Eishockey-Liga sowie der Ungarischen Eishockeyliga und für die zweite Mannschaft Alba Voláns in der MOL Liga. In den Jahren 2009, 2010 und 2011 gewann er mit Alba Volán jeweils den ungarischen Meistertitel. Zur Saison 2011/12 kehrte Jobb zu Dunaújvárosi Acélbikák zurück und gewann mit dem Klub die MOL Liga. Nachdem er von 2012 bis 2020 pausiert hatte, spielt er seit 2020 bei den Worm Angels in der Andersen Liga, der zweithöchsten ungarischen Spielklasse.

### International
Für Ungarn nahm Jobb im Juniorenbereich an den U18-Junioren-Weltmeisterschaften der Division II 2003, 2004 und 2005 sowie der U18-Junioren-Weltmeisterschaft der Division I 2006 und den U20-Junioren-Weltmeisterschaften der Division I 2004, 2006 und 2008 sowie der U20-Junioren-Weltmeisterschaft der Division II 2007 teil.
Mit der ungarischen Herrenauswahl spielte er bei der Olympiaqualifikation für die Winterspiele in Vancouver 2010.

## Erfolge und Auszeichnungen
- 2009 Ungarischer Meister mit Alba Volán Székesfehérvár
- 2010 Ungarischer Meister mit Alba Volán Székesfehérvár
- 2011 Ungarischer Meister mit Alba Volán Székesfehérvár
- 2012 Gewinn der MOL Liga mit Dunaújvárosi Acélbikák

### International
- 2005 Aufstieg in die Division I bei der U18-Junioren-Weltmeisterschaft der Division II
- 2007 Aufstieg in die Division I bei der U20-Junioren-Weltmeisterschaft der Division II
- 2007 Beste Plus/Minus-Bilanz der U20-Junioren-Weltmeisterschaft der Division II, Gruppe A

## ÖEHL-Statistik
(Stand: Ende der Saison 2010/11)